# Лалувеск
Лалуве́ск (фр. и окс. Lalouvesc) — коммуна во Франции, находится в регионе Рона — Альпы. Департамент коммуны — Ардеш. Входит в состав кантона Сатийё. Округ коммуны — Турнон-сюр-Рон.
Код INSEE коммуны — 07128.

## Население
Население коммуны на 2008 год составляло 498 человек.
| 1962 | 1968 | 1975 | 1982 | 1990 | 1999 | 2008 |
| ---- | ---- | ---- | ---- | ---- | ---- | ---- |
| 608  | 559  | 470  | 487  | 514  | 497  | 498  |

## Экономика
В 2007 году среди 258 человек в трудоспособном возрасте (15—64 лет) 171 были экономически активными, 87 — неактивными (показатель активности — 66,3 %, в 1999 году было 68,1 %). Из 171 активных работали 157 человек (81 мужчина и 76 женщин), безработных было 14 (5 мужчин и 9 женщин). Среди 87 неактивных 23 человека были учениками или студентами, 38 — пенсионерами, 26 были неактивными по другим причинам.

## Достопримечательности
- Базилика Сен-Режи[фр.] в неовизантийском стиле. Строительство продолжалось 12 лет и было завершено в 1877 году.
- Музей Сен-Режи.
- Дом рядом с базиликой, где 31 декабря 1640 года умер Св. Жан-Франсуа Режи. С тех пор он превратился в часовню и является самым почитаемым местом в Лалувеске.
- Парк Пильгрем.

## Фотогалерея

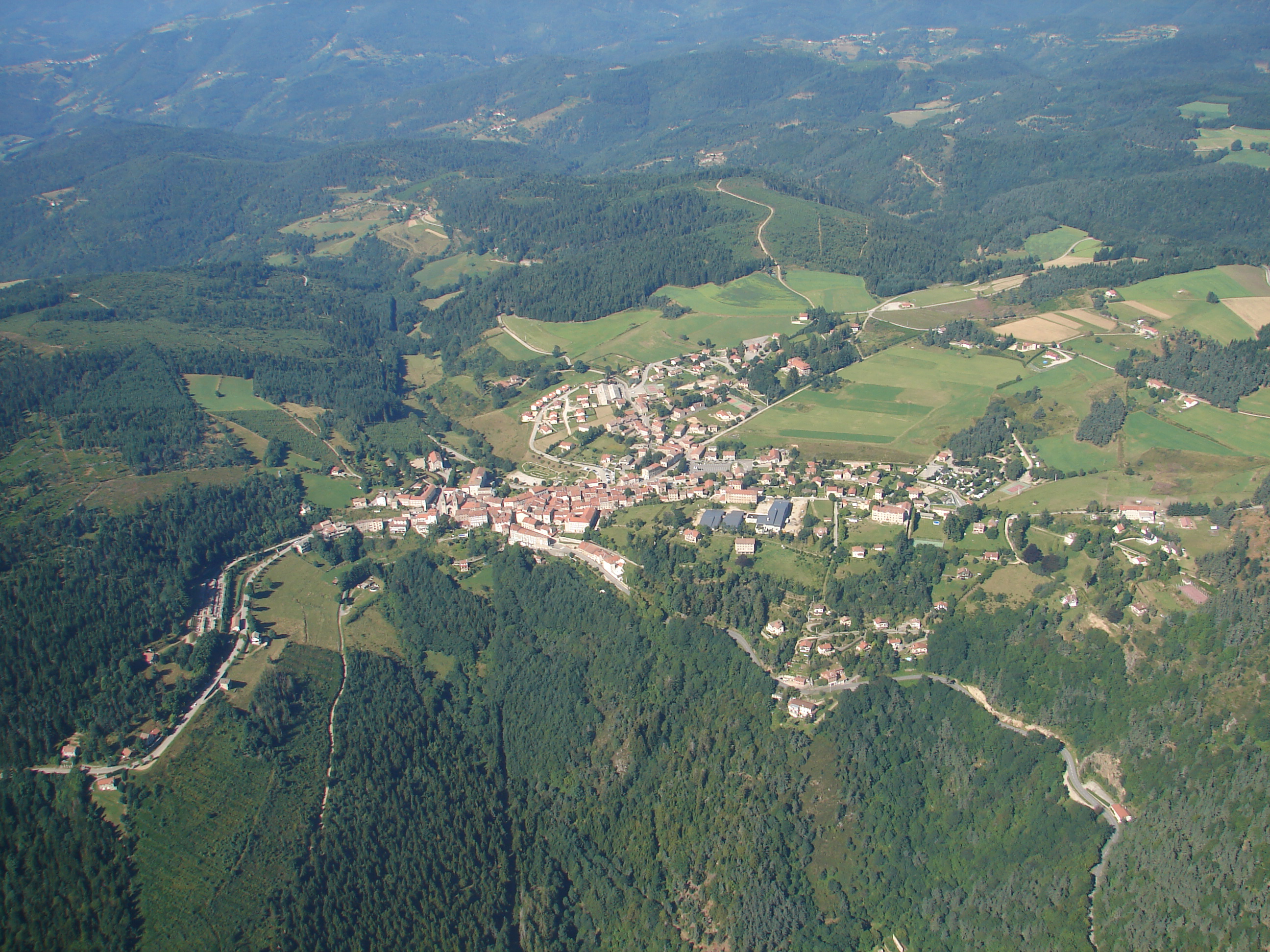
Лалувеск
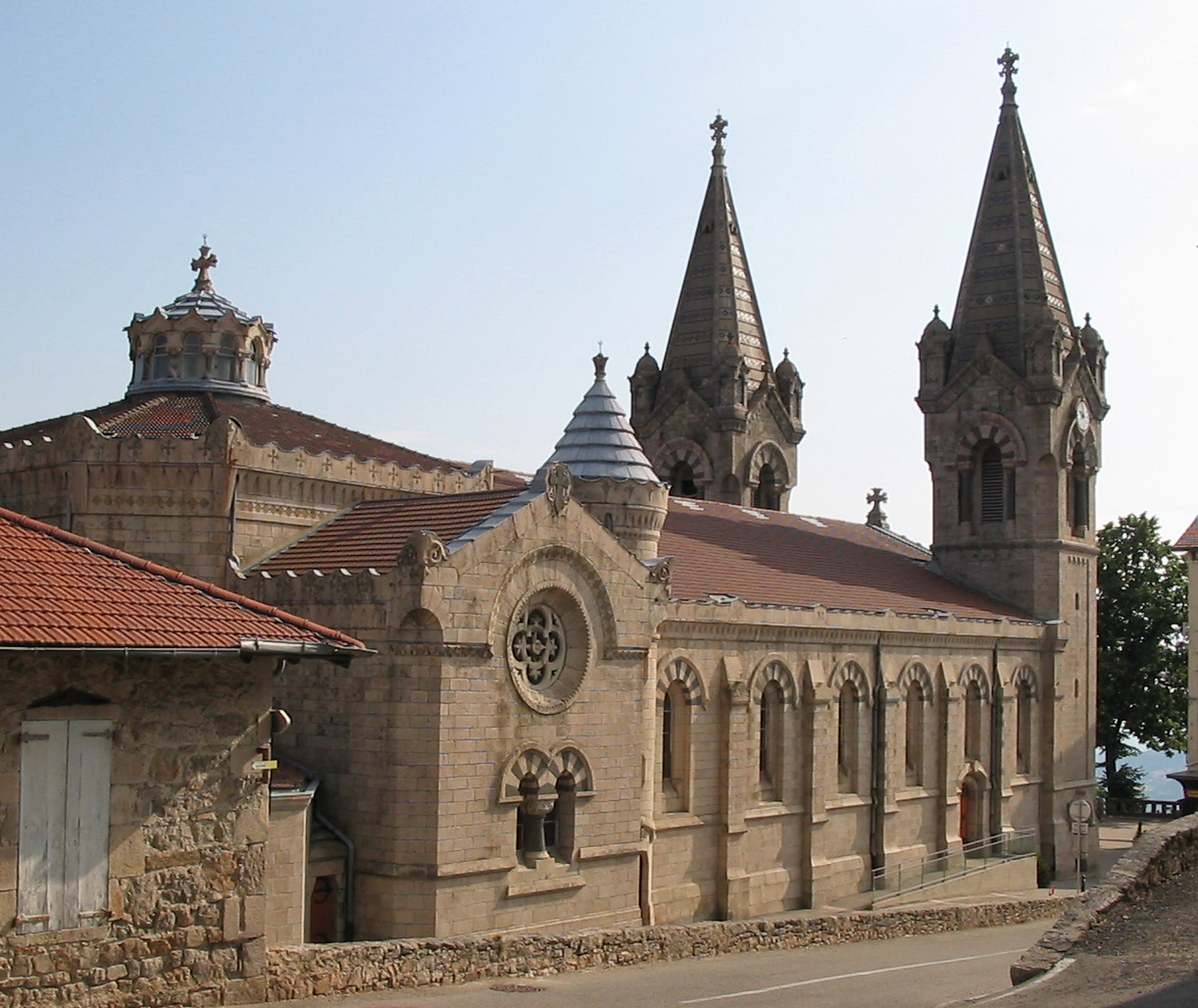
Базилика Сен-Режи
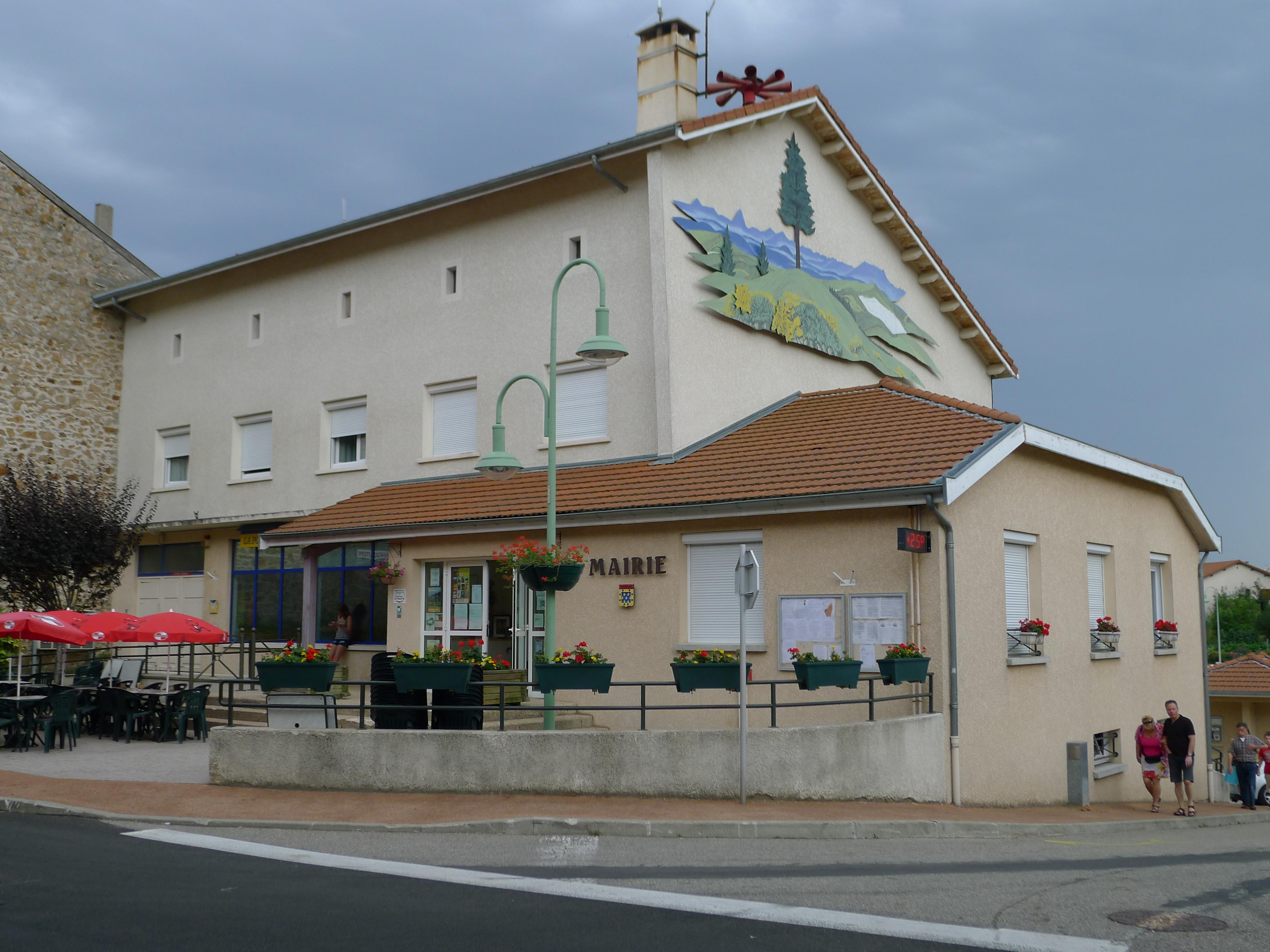
Мэрия
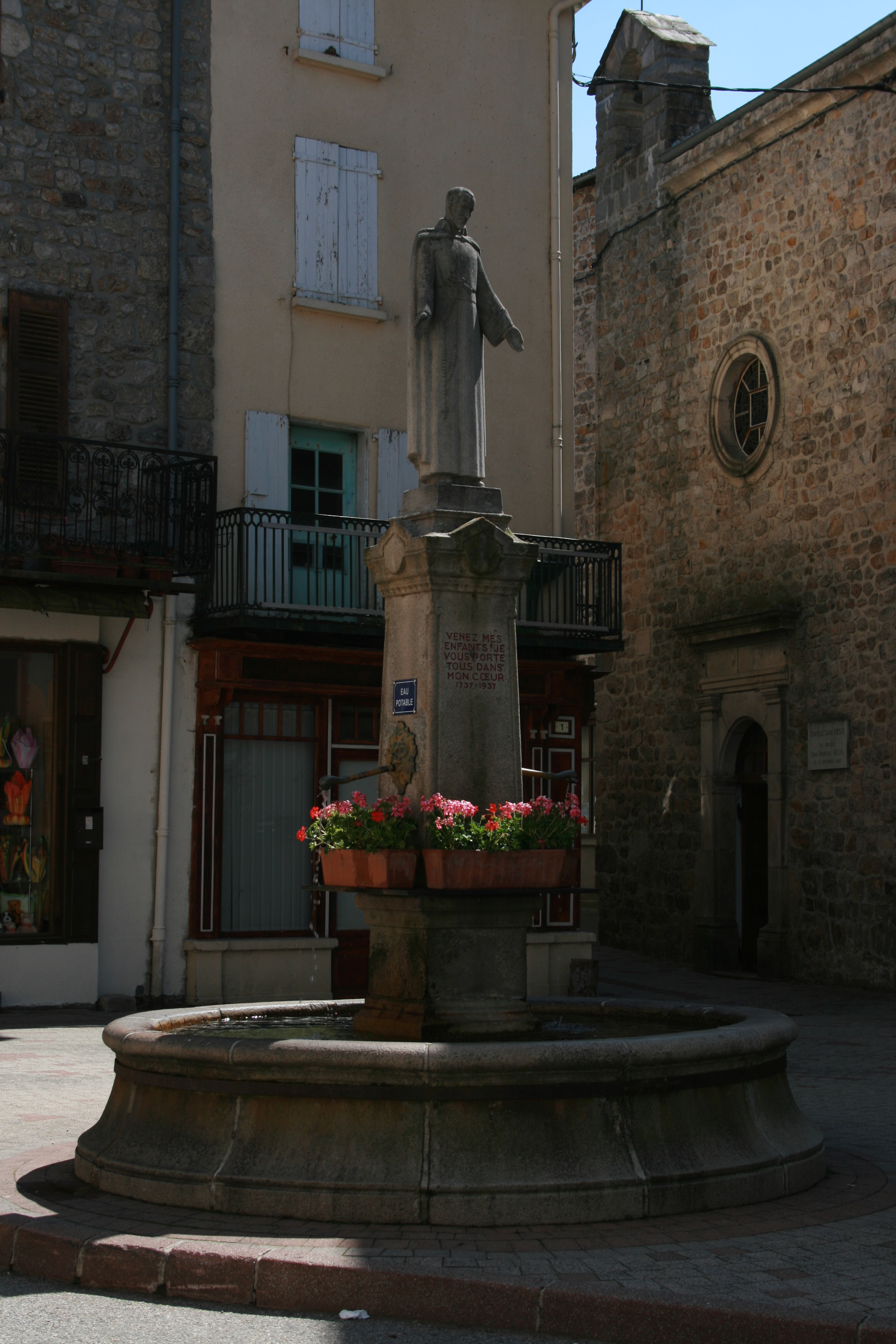
Фонтан на центральной площади Лалувеска